# Tsho Rolpa gleccsertó
A Tsho Rolpa gleccsertó Ázsiában, Nepálban található. Az 1970-es évektől kezdve napjainkig az átlagos levegő hőmérséklet 1 Celsius-fokot emelkedett. A globális felmelegedés számtalan gleccsertavat hoz létre. Így született a Tsho Rolpa gleccsertó is. 1950-hez képest a tó nagysága a hatszorosára nőtt.
A Himalája völgyeiben körülbelül 44 tó van, mely áradásokkal fenyeget. Nepálban 2300, Bhutánban 2600 gleccsertó van jelenleg.
A Tsho Rolpa mentén létesítettek egy jelzőrendszert, amely áradás előtt képes riasztani a lakosságot. A rendszer 2005-ben már sikeresen le lett tesztelve, amikor a Sutlej folyó elöntötte a völgyet, de a lakosságot idejében tudták riasztani. Mindenesetre hatezer ember élete van veszélyben a Tsho Rolpa gleccsertó miatt. Az UNEP álláspontja az, hogy a tavak vizét gondosan szabályozva, csöveken keresztül el kellene vezetni. 